# Amtsgericht Frankenberg (Sachsen)
Das Amtsgericht Frankenberg war ein Gericht der ordentlichen Gerichtsbarkeit und ein Amtsgericht in Sachsen mit Sitz in Frankenberg/Sa.

## Geschichte
In Frankenberg bestand bis 1879 das Gerichtsamt Frankenberg als Eingangsgericht. Im Rahmen der Reichsjustizgesetze wurden 1879 im Königreich Sachsen die Gerichtsämter aufgehoben und Amtsgerichte, darunter das Amtsgericht Frankenberg, geschaffen. Der Gerichtssprengel umfasste Frankenberg, Altenhain, Auerswalde, Braunsdorf, Dittersbach, Ebersdorf, Garnsdorf, Gunnersdorf, Hausdorf, Irbersdorf, Lichtenwalde, Merzdorf, Mühlbach, Neudörfchen bei Frankenberg, Niederlichtenau, Niederwiesa, Oberlichtenau, Oberwiesa, Ortelsdorf und Sachsenburg. Das Amtsgericht Frankenberg war eines von 16 Amtsgerichten im Bezirk des Landgerichtes Chemnitz. Der Amtsgerichtsbezirk umfasste danach 23.029 Einwohner. Das Gericht hatte damals eine Richterstelle und war ein kleines Amtsgericht im Landgerichtsbezirk.
Im Jahre 1943 wurde das Amtsgericht Hainichen zum Zweiggericht des Amtsgerichtes Frankenberg. Im Jahre 1952 wurde das Amtsgericht Frankenberg in der DDR aufgehoben und das Kreisgericht Hainichen an seiner Stelle neu geschaffen. Gerichtssprengel war nun der Kreis Hainichen.